# Перша столиця (телепрограма)
Відеоканал «Перша столиця» — колишня харківська суспільно-історична телепрограма. Перший випуск вийшов 1994 року. Засновник і беззмінний керівник Костянтин Кеворкян.

## Історія
У 1992 році журналіст Костянтин Кеворкян на харківському телеканалі Тоніс-центр організував авторську передачу «Перша столиця», в якій на історико-публіцистичних матеріалах розвивав бренд «Харків — перша столиця», який мав на увазі, що місто у 1919—1939 роках було столицею радянської України. В 1994 Кеворкян заснував власний теле-відеоканал «Перша столиця»:605.
У 2005 році після Помаранчевої революції в Україні харківський «Сьомий канал» розірвав договір із «Першою столицею» та відмовився транслювати її передачі. Кеворкян та керівництво «Першої столиці» назвало ці події політичною розправою. Ефіри телеканалу пізніше продовжились.
У 2010 році Вечірній Харків писав, що загальний хронометраж випущених передач «Першої столиці» за 17 років роботи склав понад 20 тисяч хвилин.

## Оцінки
Історик Володимир Кравченко у 2010 році писав, що «Перша столиця» є проектом, який претендує на створення «нового варіанта регіонального історичного наративу» і має, «безумовно, не лише комерційний, а й певний політичний та національно-культурний вимір»:296.
Український церковний діяч Ігор Ісіченко вважає, що концепція відеоканалу «Перша столиця» полягає в ототожненні української державності з УРСР та відмові усвідомлювати спадкоємність із Гетьманщиною XVII—XVIII століть чи князівською державою IX—XIII століть. Це дозволило Кеворкяну та його однодумцям проголосити Харків, а не Київ, Чигирин, Батурин чи Глухів першою столицею України і тим самим «тішити провінційне самолюбство».
Політолог Тетяна Журженко вважає, що «Перша столиця» була амбівалентною спробою по-новому розповісти місцеву історію. Хоча назва «Перша столиця» відноситься до 1919—1934 років, коли Харків був столицею Радянської України, Кеворкян на каналі визначає «золоту епоху» міста кінцем ХІХ століття. Журженко пише, що «у такій перспективі розгляду історії міста радянські та російсько-імперські наративи поєднуються з локальними українськими наративами та символами». Згідно з Кеворкяном ключ до нового добробуту та культурного відродження Харкова знаходиться в економічній регіоналізації; місто має стати «тіньовою столицею російськомовної культури в Україні»:139.

## Нагороди
- Лауреат Всеукраїнського фестивалю телевізійних програм «Україна єдина» (Україна; 2000, 2003, 2004)
- Перше місце на всеукраїнському фестивалі регіональних телевізійних програм «Золота Хвиля» (Україна, 1999)[3]
- Щорічна премія Національної ради України з питань телебачення та радіомовлення «Телетріумф» у номінації «Регіональна програма» (Україна, 2005)[3]
- Лауреат міжнародного фестивалю телепрограм та фільмів «Золотий бубон» (Росія, 2007)[3]
- Переможець обласного творчого конкурсу журналістів «Годинник» (Україна, 2007)[3]
- Переможець третього телефестивалю «Відкрий Україну» (Україна, 2008)[3]